# اقتصاد در اصفهان
تا سال ۱۳۹۸ اقتصاد اصفهان از لحاظ شفافیت اقتصادی بسیار ضعیف است.اصفهان دارای ۱٬۸۰۰ میلیارد تومان بودجه عمرانی با ۷۸۳ قرارداد در ۱۳۹۸ بود.

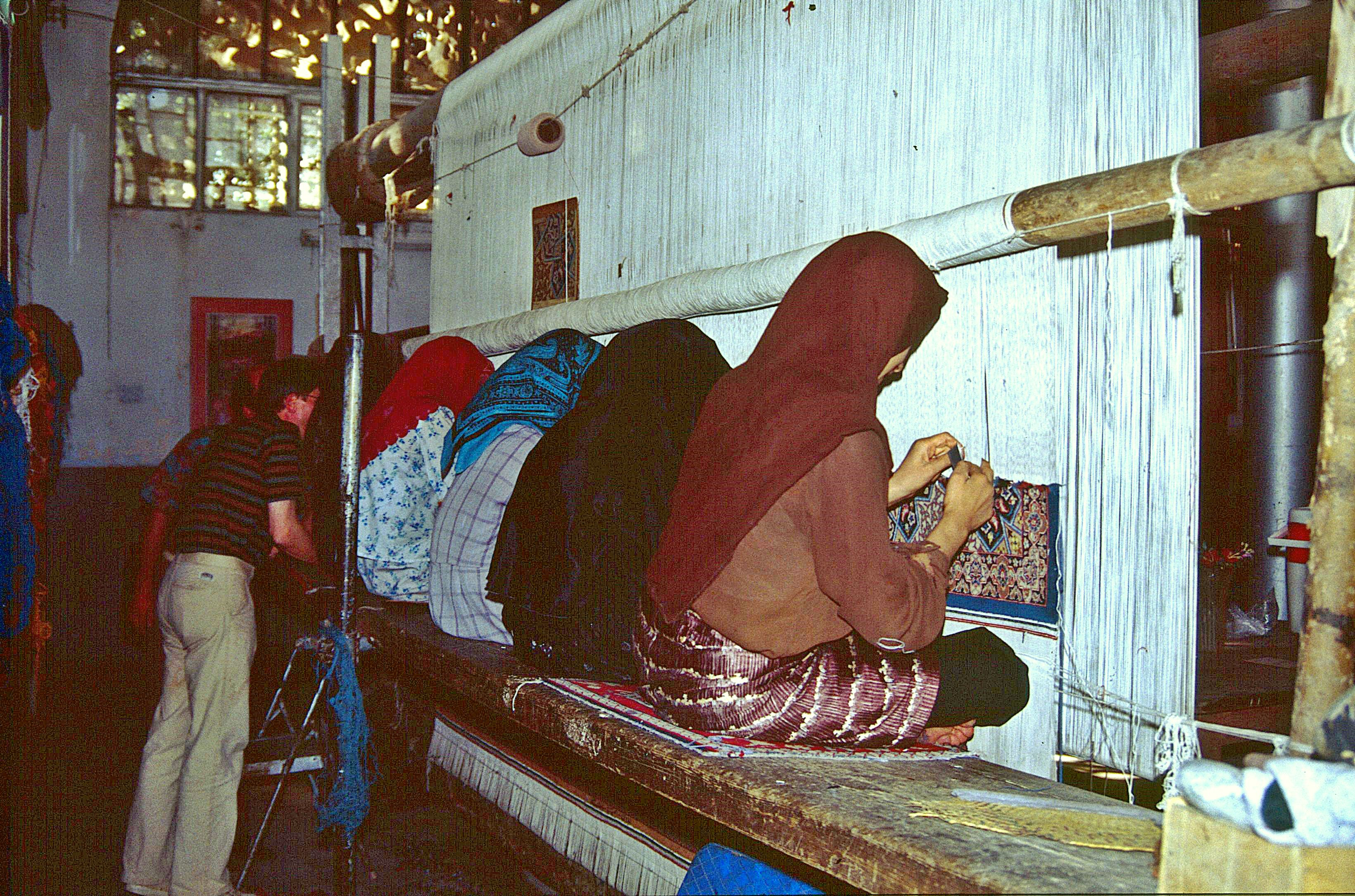
قالیبافی

روابط بین کارگر، کارفرما و دولت در قالب سیاست‌های غیر یکجانبه است به این معنا که اداره کار با دو شریک اجتماعی خود یعنی کارگر و کارفرما حداکثر تعامل را داشته باشد. ۳۳۱۴ تعاونی با اشتغال مستقیم ۵۲ هزار و ۴۲۹ نفر، ۲۷ اتحادیه فعال تعاونی و هشت تعاونی توسعه و عمران شهرستانی در اختیار دارد که در این زمین رتبه دوم کشوری را به خود اختصاص داده‌است.
در سال ۹۷ یک میلیارد و ۳۶۰ میلیون سفر درون‌شهری اصفهان انجام شده‌است.
برنامه راهبردی اصفهان ۱۴۰۵ به عنوان ششمین برنامه پنج ساله شهر در سایت شفافیت شهرداری بارگذاری شده و شهروندان می‌توانند آن را مشاهده کنند.
حدود ۱۱ درصد از محدوده قانونی شهر اصفهان را بافت فرسوده تشکیل داده‌است.
از زمان صفوی در اصفهان طلاسازی، قالیبافی، نساجی و مسگری رواج پیدا کرد.در سال ۱۳۱۰ اتاق بازرگانی اصفهان ساخته شد.

## بورس
بورس اوراق بهادار اصفهان سال ۱۳۸۲ افتتاح شد و زیرمجموعه شرکت بورس است، حدود ۵۱ شرکت فرابورس در این بورس معامله می‌کنند. بورس اصفهان ۹۲ زمانی در اوج فعالیت خود بود تا دی ماه ۹۴ دچار رکود شد.

## هزینه زندگی
پایین‌ترین و بالاترین قیمت مسکن در شهر اصفهان از یک میلیون تا ۱۸ میلیون تومان به ازای هر مترمربع، متفاوت استدر ۱۳۹۸ هزینه خانوار شهری اصفهان در شاخص خط فقر ۳۵ میلیون ریال است رئیس دبیرخانه شورای برنامه‌ریزی و توسعه اصفهان گفت: ضریب جینی نیز در مناطق شهری استان ۰٫۳۵ است.محلاتی همچون مرداویج  ، شیخ صدوق ، چهارباغ بالا ، امیریه اصفهان ومهرآباد می‌تواندهزینه‌های میلیاردی دربرداشته باشد؛ زیرا خانه‌های فروشی این مناطق گران قیمت ترین محله های اصفهان می‌باشند

## صنعت دارو و درمان
استان ۲۵۰ هزار واحد صنفی دارد که یک میلیون نفر از جمعیت آن کارگر بیمه شده هستند.تعدادی از بیمارستانها شامل بیمارستان الزهرا، مهرگان، بیمارستان عیسی بن مریم، بیمارستان دکتر شریعتی، بیمارستان سینا، بیمارستان امین و بیمارستان تخصصی خانواده اصفهان هستند.

## مناطق ویژه و شهرک صنعتی
شهر چند شهرک صنعتی از جمله شهرک صنعتی جی دارد. منطقه ویژه علم و فناوری اصفهان و منطقه ویژه اقتصادی در شرق اصفهان از تلاش‌های توسعه اقتصاد شهر است.
شهرک صنعتی محمودآباد بزرگ‌ترین شهرک تولید سنگ در ایران است. اصفهان همچنان بزرگ‌ترین تولیدکننده سنگ کوبیک در ایران است. گروه صنعتی اصفهان کوبیک بیشترین تجمع کارخانجات خود را در اصفهان دارد.
شهرک صنعتی مورچه خورت میزبان بیشترین تجمع کارخانجات گروه صنعتی انتخاب در ایران است. هلدینگ انتخاب مالک بزرگ‌ترین شرکتهای تولیدکننده لوازم خانگی (اسنوا، حایر، تکنوگاز و دوو) در ایران است. همچنین در حوزه صنایع نفت و حمل و نقل نیز فعالیت دارد.

## صنایع سبک و دامداری
اصفهان یک قطب تولید مبل کشور است. با سرمایه ۲۲۱ هزار میلیارد ریال و اشتغال ۲۶۳ هزار نفر، حدود ۸۴۰ معدن در حال بهره‌برداری با سرمایه‌گذاری بیش از ۱۰ هزار میلیارد ریال و حدود ۱۸۰ هزار واحد صنفی صنعتی‌ترین استان کشور بشمار می‌آید. سال ۱۳۹۸ ۲ میلیارد و ۶۴۰ میلیون دلار کالا با وزن هفت میلیون و ۴۱۵ هزار تن از اصفهان به کشورهای دیگر صادر شد. عمده صادرات استان اصفهان محصولات و مصنوعات بوده که در واحدهای تولیدی استان پردازش، فراوری و تولید شده‌است. ۱۰ میز توسعه صادرات ایران از جمله طلا، نساجی، سنگ‌های قیمتی، کیف و کفش، مبل، فرش دستباف و پوشاک در استان است. ۴۱ هزار واحد تولیدی اصناف در استان است. اصفهان رتبه اول تولید گوشت مرغ و بوقلمون، رتبه چهارم تولید گوشت قرمز، رتبه دوم تولید تخم مرغ و رتبه اول تولید شیر خام و رتبه سوم تولید عسل کشور را داراست استان اصفهان دارای بیش از هفت میلیون و۸۰۰ هزار راس انواع دام است. اداره کل دامپزشکی مسئول مبارزه با بیماریهای دامی می‌باشد. ۶۵ درصد صادرات خامه کشور به روسیه توسط استان اصفهان انجام می‌شود. در کل ۱۳۹۸ مجموع سه میلیون ۱۸۷ هزار و ۹۴۰ کیلوگرم تخم‌مرغ با نظارت اداره کل دامپزشکی این استان به خارج از کشور صادر شد. ارزش صادرات محصولات فراورده‌های دامی این استان در سه ماه نخست سال ۱۳۹۹ افزون بر ۱۰ هزار و ۶۶۰ تُن با ارزش ۱۳ میلیون دلار بود. در گذشته نه چندان دور در شهر اصفهان ۶۵۰ واحد کوره آجرپزی مجاز و غیرمجاز (یک سوم کوره‌های آجرپزی کشور) که قدمت برخی واحدها بیش از ۳۰ سال بوده فعالیت داشتند از این تعداد ۲۶۰ واحد در شرق شهر اصفهان، منطقه برخوار و واحدهای مرتبط با معادن شن و ماسه متمرکز شده بودند. یک فعال صنفی کارگران کوره پزخانه‌ها در یک مصاحبه بیان کرد: اکثریت کارگران شاغل در کوره پزخانه‌ها، کارگران بیکار و مهاجر شهرها و استان‌های دوردستی هستند که هر ساله بسیاری از آنان به دلیل عدم دریافت حقوق، توان پرداخت هزینه بازگشت به شهر و دیار خود را ندارند و حتی از فرستادن فرزندانشان به مدرسه نیز صرف نظر می‌کنند.

## برنامه‌های جذب گردشگر

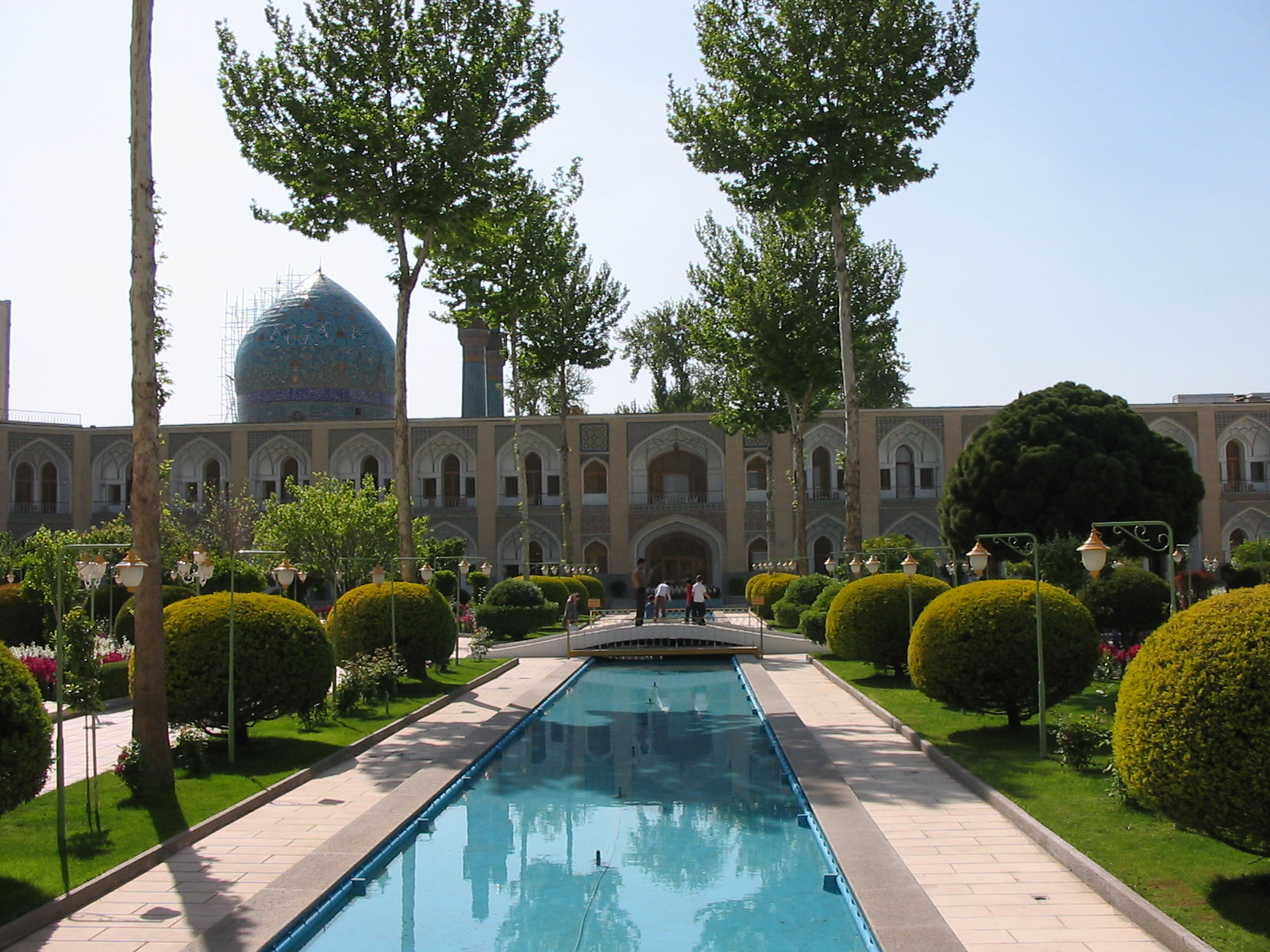
هتل عباسی

اصفهان رتبه نخست قابلیت‌های گردشگری شبانه را در ایران دارد اما تاکنون هیچ برنامه جدی و مدوّنی برای به گردش درآوردن چرخه این نوع گردشگری در این کلانشهر وجود نداشته‌است نورپردازی بناها، برنامه‌های فرهنگی مثل تئاتر خیابانی یا به نمایش گذاشتن میراث ناملموس چون آداب و رسوم، خوراکی‌ها و تنقلات اصفهانی، موسیقی ایرانی، ایجاد بازارچه‌های شب و گردشگری غذا، تنها نمونه‌هایی از امکانات لازم برای زنده نگهداشتن شبهای مکان‌های گردشگری هستند.اصفهان حدود ۱۵۰ هتل، ۴۴۴ اقامتگاه بومگردی، ۷۰ هتل سنتی، ۱۵۰ خانه مسافر و ۲۳۰ مهمانپذیر و افزون بر ۳۵ هزار تخت دارد.
تپه اشرف جزوفهرست مناطق نمونه گردشگری استان اصفهان می‌باشد.

## صنعت فناوری بالا و نوپا
اصفهان دارای کارخانه پتروشیمی و سایت اتمی است و ونیروگاه منتظری که در ۱۳۵۷ بنا شد.

### شرکتهای نوپا و شرکتهای شتابدهنده
تعداد زیادی شرکت نوپا و چند شرکت سرمایه‌گذار شتاب‌دهنده در شهر وجود دارد. مثل شتابدهنده مشاهیر مخابرات استان اصفهان

### صنایع سنگین
صنایع بزرگی چون ذوب آهن، مجتمع فولاد مبارکه، پالایشگاه، شرکت پلی‌اکریل اصفهان و همچنین کارخانه جات متعدد سرامیک و کاشی‌سازی و معادن سنگ و سنگ‌بری از علل صنعتی شدن و اقتصاد قوی استان محسوب می‌شود. از صنایع دیگر استان که می‌توان فهرست وار به برخی اشاره نمود: ظروف چینی، سرامیک، تولید لوازم خانگی، کارخانه تولید سیمان، ورق موجدار، صنایع خودروسازی، صنایع نظامی، صنایع هواپیماسازی، ساخت لوازم و تأسیسات گازی، صنایع مواد غذایی، فراورده‌های لبنی، ریسندگی، نساجی و …می‌باشند. شرکت‌های معروف رعنا، زمزم، اصفهان‌کوبیک، پگاه، قند اصفهان، ناجی و بستنی پام در اصفهان کارخانه دارند.

### نفت و گاز و پتروشیمی
شرکت پالایش نفت جی دارای سایت تولید و ذخیره‌سازی در اصفهان است.

### انرژی اتمی
تاسیسات فراوری اورانیوم اصفهان مسئول غنی سازی هسته ای است. ساخت در ۱۳۷۲ شروع شد.

## کشاورزی
از سال ۱۸۵۰ در اصفهان تریاک یا افیون تولید و صادر می‌شد تا زمانی که غیرقانونی شد یک منبع درآمد مهم بود. اصفهان دارای تعداد زیادی قنات است. کشاورزان مجبور بودند به وسیله نهر یا مادی، آب را از رودخانه به سمت مزارع هدایت نمایند.
اعتراض کشاورزان اصفهانی به انتقال آب زاینده‌رود به یزد، در سال‌های اخیر در جریان بوده و از جمله در سال ۹۱ گروهی از کشاورزان شرق اصفهان اقدام به شکستن لوله‌های انتقال آب کردند که منجر به درگیری آنها با نیروی انتظامی و مجروح شدن تعدادی از آنها شد.

## ساخت و ساز
انجمن صنفی انبوه سازان مسکن و ساختمان یک نهاد برای تشویق حرفه ای سازی و ایجاد بستر مناسب برای سرمایه‌گذاری است.

## گروه صنایع تسلیحاتی
کارخانه‌های تولید و مونتاژ مهمات کالیبر متوسط در مجتمع صنایع دفاعی اصفهان، روز دوشنبه۱۵ مرداد ۱۳۹۷با حضور وزیر دفاع و پشتیبانی نیروهای مسلح بهره‌برداری شد.

## ثروت و اختلاف درآمدها
تنها گرمخانه اصفهان از سال ۹۵ فعالیت خود را با کمک‌های مردمی آغاز کرد و ۳ سال بیش از ۱۰۰۰ نفر از افراد کارتن خواب و بی‌خانمان را به صورت ۲۴ ساعته اسکان داد. نرخ بیکاری در استان اصفهان در سال ۹۸ به ۱۰٫۷ درصد رسید که کمترین نرخ بیکاری این خطه در طول فعالیت دولت‌های یازدهم و دوازدهم است.بسیاری از خانوارهای شرق اصفهان در چند سال گذشته به دلیل خشکی زاینده‌رود دچار بیکاری فصلی شدند و اشتغال ناقص داشتند.
در ۱۳۹۸ ۶۸۰ کودک کار توسط خیریه شناسایی شد. علت کار کردن کودکان متفاوت است، بسیاری از این کودکان خانواده دارند و برای تأمین یا مشارکت در درآمد خانواده اقدام به کار کردن می‌کنند. درصد کمی حدود ۱۰ درصد این کودکان نیز هستند که از نظر خانوادگی وضعیت درستی ندارند و باید در مراکز پذیرش شوند، اما بقیه خانواده دارند و حتی خانواده هم از کار کردن فرزندش خبر دارد و از آن حمایت می‌کند. بهزیستی اصفهان دو مرکز نگهداری از کودکان کار دارد که یکی به صورت شبانه‌روزی و دیگری به صورت روزانه به کودکان خدمات ارائه می‌کند. مرکز روزانه نیز با مشارکت خیران اداره می‌شود.
محله‌های حصه، زینبیه، دارک، دوطفلان، ارزنان و عمان سامانی محروم‌ترین محلات منطقه ۱۴ و جزو مناطق جرم خیز هستند و بیشترین تعداد افراد صفر تا ۱۴ سال را دارند. مرداویج و شیخ صدوق و چهارباغ بالا و امیریه اصفهان از مناطق گران و ثروتمند و برخوردار رفاهی اند.
نیم میلیون نفر حاشیه نشین اصفهان از جمله در منطقه شمال شهر اصفهان وجود دارند.
مناطق غرب اصفهان به‌جز برخی نقاط (محله‌های زهران و ناژوان)، به‌دلیل نداشتن اجازه برای تغییر کاربری زمین‌های کشاورزی و نبود مراکز خرید و تجاری و به‌طور کلی پایین‌بودن جذابیت‌های شهری، مناطقی مهاجر فرست به‌شمار می‌آیند. تاحدودی منطقهٔ ۹ و به‌ویژه مناطق ۲ و ۱۱ محروم‌ترین مناطق در زیرساخت‌های فرهنگی همچون مراکز خرید، هتل‌ها، پارکینگ و سالن‌های سینما و تئاتر شهرند.
بیشترین میزان طلاق در منطقهٔ (۸) رخ داده‌است. محلهٔ عمان سامانی با ۲۲۲ نفر تراکم جمعیت در هر هکتار و ۵۵ درصد مهاجر، بالاترین میزان تراکم جمعیت را در شهر اصفهان دارد.
جدول ۱- ارزش مناطق شهر اصفهان ازنظر عوامل اجتماعی - فرهنگی و اقتصادی در شکل‌گیری آسیب‌های اجتماعی
| فراوانی محله‌های فوق بدخیم | وجود محلهٔ فوق بدخیم در منطقه (Y) | مهاجرنشین (D) | تراکم جمعیت (C) | ترکیب جمعیتی جوان (B) | پایگاه اجتماعی - اقتصادی پایین (A) | تیپولوژی مناطق اصفهان                    |
| ۰                         | ۰                                | ۰             | ۰               | ۰                     | ۰                                  | منطقهٔ تاریخی (۱ و۳)                      |
| ۲                         | ۱                                | ۱             | ۱               | ۰                     | ۰                                  | منطقهٔ مدرن (۵ و ۶)                       |
| ۰                         | ۰                                | ۰             | ۰               | ۰                     | ۰                                  | منطقهٔ مرکزی (۴)                          |
| ۲                         | ۱                                | ۱             | ۱               | ۱                     | ۰                                  | منطقهٔ جانشینی (۸)                        |
| ۰                         | ۰                                | ۰             | ۰               | ۱                     | ۱                                  | منطقهٔ غرب اصفهان (۲، ۹، ۱۱)              |
| ۵                         | ۱                                | ۱             | ۱               | ۱                     | ۱                                  | مناطق حاشیه‌نشین و محله‌های فوق بدخیم (۱۴) |

## پرورش آبزیان
شهرستان اصفهان با تولید یک‌هزار و ۳۰۰ تن ماهی قزل آلا یکی از شهرستان‌های فعال در این زمینه است. بیش از ۲۸ درصد از ماهیان زینتی کشور در استان اصفهان تولید می‌شود و ۷۸۰ واحد در زمینه تولید ماهیان زینتی فعالیت می‌کنند که در سال۱۳۹۶ ۶۵ میلیون و ۵۰۰ هزار قطعه ماهی زینتی در استان اصفهان تولید کرده‌اند.

## هتلها

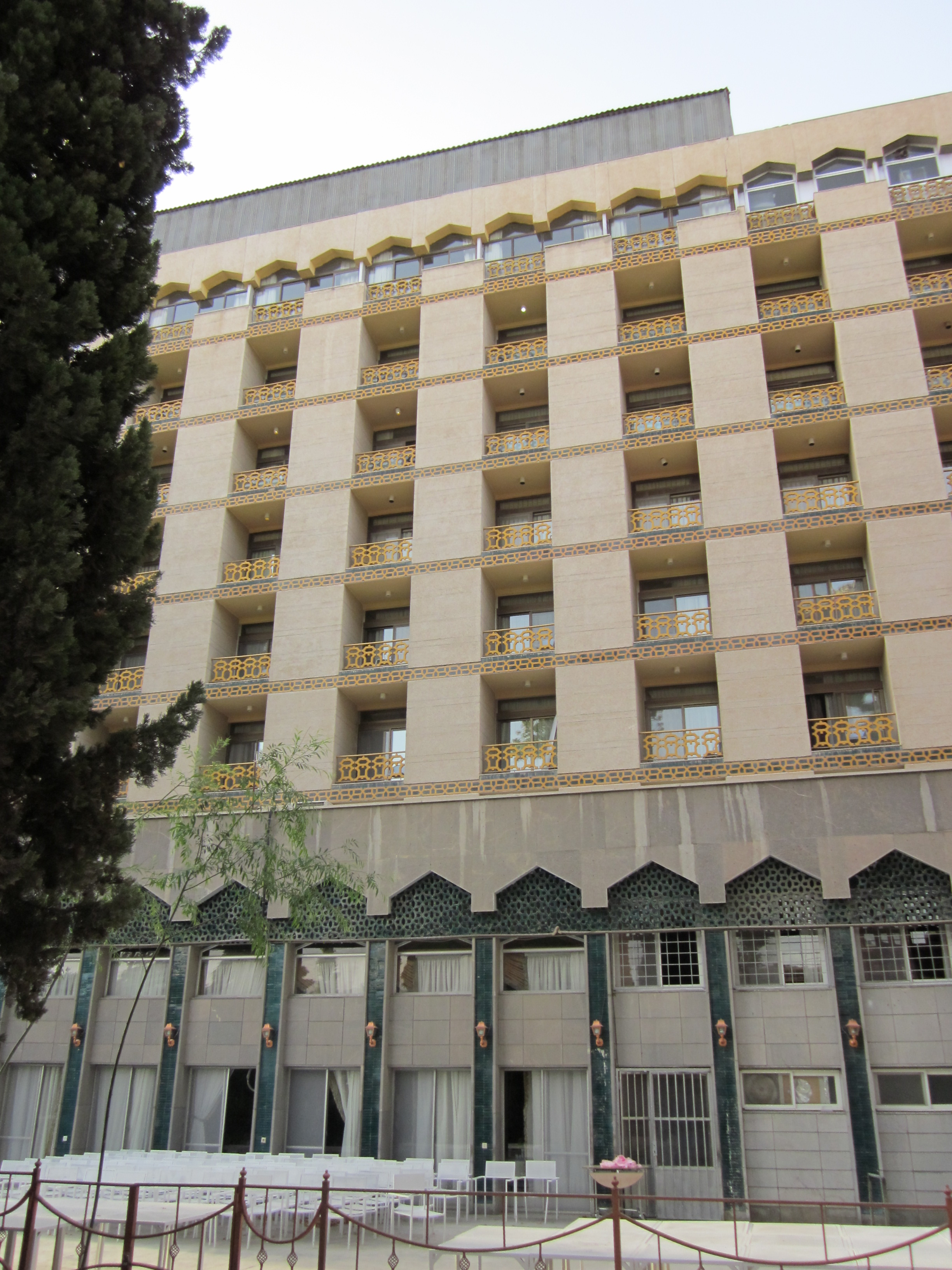
Isfahan هتل کوثر

اسم چند هتل شهر
1. آسمان
2. تختی
3. زنده رود
4. پرشیا
5. کوثر
6. عالی قاپو
7. هتل سویت آپارتمان خاتون
8. هتل سویت آپارتمان هشت بهشت
9. سعدی
10. هتل شاه عباس
11. هتل مجلل چهارباغ

## معادن
استان اصفهان ۹۰۰ معدن دارد که از نظر تعداد، به‌طور تقریبی در رتبه نخست کشور قرار گرفته‌است. میزان استخراج مواد معدنی این استان نیز رقمی افزون‌بر ۴۰میلیون تن در سال بوده و در این بخش نیز در رتبه سوم ایران جای گرفته‌است. بیشترین معادن استان اصفهان سنگ‌های تزئینی هستند و در کنار آن حدود ۲هزار واحد سنگبری یعنی بیش از یک‌سوم سنگبری‌های کشور در این استان قرار دارد.
بیشترین معادن سنگ گرانیت اصفهان در حوزه شهرستان نطنز واقع شده.
بیشترین معادن سنگ تراورتن اصفهان در منطقه گردشگری طرقرود و منطقه ورتون واقع شده است. 
بیشترین معادن سنگ مرمریت یا کریستال اصفهان در جنوب شهر اصفهان و محدوده معدنی لاشتر قرار دارد.

## شهرک مد و پارچه
به گفته آرش امامی طراح شهرک پوشاک اصفهان یا مجتمع کارگاهی فناوری‌های نوین نساجی و پوشاک علاوه بر ایجاد ۱۲۰ هزار شغل مستقیم، سالانه پنج میلیارد دلار پوشاک تولید می‌کند. شهرک پوشاک از سال ۹۲ تاکنون بزرگ‌ترین پروژه کشور شناخته شده‌است و در طراحی آن از روش‌های نوین تولید شبکه‌ای استفاده می‌شود که حدود ۶۰۰ هزار شغل دیگر را برای تولید پوشاک تحریک می‌کند که شامل رستوران‌ها، هتل‌ها، خدمات درمانی، مهدکودک‌ها، گمرک، دفتر کنترل کیفیت، مراکز تحقیقات توسعه، آژانس‌هایی که وظیفه حمل‌ونقل کارکنان را دارند است، فنی‌وحرفه‌ای و دانشگاه علمی کاربردی که یکی از پایه‌های اساسی این شهرک است، همچنین کارگاه‌های خوشه درچه، خوشه خورزوق و دلیگان که سرویس‌دهی پارچه را بر عهده دارند. سال‌ها بود که صنعت نساجی اصفهان صنعتی سودآور و استراتژیک در استان اصفهان به‌شمار می‌آمد. امروزه واردات بی‌رویه، رکود، مالیات بر ارزش افزوده، بالا بودن نرخ سود تسهیلات، جرائم بانکی نفس کارخانه‌های آن به شماره انداتخته است و درصد بالایی از کارخانه‌ها و کارگاه‌های نساجی استان بازار خود را از دست داده و با ۳۰ درصد ظرفیت و کمتر از پتانسیل خط تولید کار می‌کنند.وضعیت اقتصادی خانواده‌ها امروز به گونه ای است که خرید اجناس تریکو را از سبد هزینه‌های خود حذف کرده و تنها تمایل به خرید ارزاق خود دارند.

## هایپر مارکتها و شرکت خرید عمده
شرکتهای خرید عمده در شهر:
1. فروشگاه رفاه
2. هایپراستار
3. فروشگاه کوثر
4. فروشگاه شهروند
5. بنگاه میوه اصفهان[۵۲]

## بازار
شنبه بازارعاشق آباد است.مکان اختصاص یافته به جمعه بازار کتاب اصفهان در میدان امام علی هزار و ۵۰۰ مترمربع است
جمعه بازار کتاب در اصفهان محلی برای مبادله، خرید و فروش کتاب‌های درسی کنکور، دانشگاهی، کمک آموزشی و کتاب‌های غیردرسی جدید و دست دوم است. که در مهرماه با توجه به تقاضای دانش اموزان و دانشجویان جهت خرید کتاب با ازدحام شدید رو به رو است.پنج شنبه بازار بعثت با کاربری ارائه و فروش گل و گیاه، ماهی‌های زینتی، دوچرخه، موتورسیکلت و ابزار و یراق‌آلات با هدف کاستن از جمعیت مراجعات مردمی جمعه‌بازار است.صبح‌های جمعه خیابان ورودی شهر دولت‌آباد جمعه بازار است.